# 中川申也
中川 申也（なかがわ しんや、1973年6月30日 - ）は、秋田県平鹿郡山内村（現：横手市）出身の元プロ野球選手（投手）。

## 来歴・人物
山内小学校の4年時から軟式野球を始めると、山内中学校の3年時に、軟式野球部のエースとして第54回秋田県全県少年野球大会で決勝に進出。チームは延長戦の末に0対1というスコアで敗れたものの、相手チームのエースだった斎藤幸治（後年に東芝へ入社）と共に秋田経法大学附属高校（現在のノースアジア大学明桜高校）へ進学した。
高校1年時（1989年）の夏に、秋田代表として第71回全国高校野球選手権本大会へ出場。背番号11の控え投手ながら、出雲商との初戦で先発を任されると、完封勝利を収めた。チームはこの勝利を皮切りに、準決勝へ進出。中川は投手としては小柄ながら、童顔にして負けん気が強かったことから、「東北のバンビ」と呼ばれるほどアイドル級の人気を集めるようになった。2年時（1990年）には背番号1のエースとして、春の選抜・夏の選手権に出場。選抜大会では、開幕試合で内之倉隆志などを擁する鹿児島実に9回逆転負けを喫した。選手権大会では、育英高（兵庫）との初戦で延長13回にまでもつれ込みながら戎信行との投げ合いを制したものの、横浜商との3回戦で延長戦の末に敗れた。
2年秋は県大会優勝で東北大会へ進むが、準々決勝で川越英隆が投げた学法石川高に敗れ、夏の県大会は準優勝となり高校3年時の1991年には春夏ともに甲子園球場の全国大会へ出場できなかったが、秋のNPBドラフト会議で、この球場を本拠地に使用している阪神タイガースから5位で指名されたことを受けて入団した。背番号は53。
阪神では、入団2年目の1993年に、MLB・ルーキーリーグのブリストル・タイガースへの野球留学を1シーズンにわたって経験した。しかし、前述したような高校生時代の投球過多が災いして、NPBでは一軍公式戦への登板までに至らなかった。在籍中に和歌山県出身の女性と結婚したが、1995年のシーズン終了後に球団からの戦力外通告を受けて現役を引退。
現役を引退してからは、妻の実家が和歌山県内で営む建設会社に勤めるかたわら、野球教室を通じて地元の小中学生を指導している。引退後に授かった次男は、中川が高校生時代に甲子園球場の全国大会で活躍する姿をDVDの映像で見たことをきっかけに、野球へのめり込むようになったという。和歌山県立和歌山東高校への進学後は、硬式野球部の4番打者（外野手）として、2022年の第94回選抜高校野球大会でチームを初めて甲子園球場へ導いている。

## 詳細情報

### 年度別投手成績
- 一軍公式戦出場なし

### 背番号
- 53 （1992年 - 1995年）

## 関連書籍
- 日刊スポーツ出版社 輝け甲子園の星 1989年.8＋9月号 第71回全国高校野球選手権大会号
- 甲子園の恋人たち 第71回全国高校野球選手権大会